# Szentborbás
Szentborbás is een plaats (község) en gemeente in het Hongaarse comitaat Somogy. Szentborbás telt 134 inwoners (2001). De plaats ligt aan de rivier de Dráva en op de grens van de comitaten Somogy en Baranya. Dichtbij de plaats ligt het Nationaal Park Donau-Drava. Verder is er een begraafplaats, bushalte en kerk in de plaats.